# دک (قزوین)
دک (قزوین)، روستایی از توابع بخش رودبارالموت شهرستان قزوین در استان قزوین ایران است.

## جمعیت
این روستا در دهستان الموت بالا قرار دارد و براساس سرشماری مرکز آمار ایران در سال ۱۳۸۵، جمعیت آن ۶۰ نفر (۲۴خانوار) بوده است.

## زبان
مردم دک به زبان تاتی تکلم می‌کنند، زبانی که در الموت، رودبار، طالقان و زیاران رایج است.